# MiniMax (telewizja)
Minimax – międzynarodowa marka kanałów telewizyjnych dla dzieci i młodzieży należąca do spółki Chellomedia. Właścicielem polskiego kanału Minimax była spółka Canal+ Cyfrowy.

Dostępność MiniMax według kraju:

| Dostępny, zlokalizowany      |
| Dostępny, wersja zagraniczna |
| Kanał zlikwidowany           |

## Kraje, w których Minimax był nadawany
| Data nadawania                          | Kraj      | Zastąpiony przez |
| --------------------------------------- | --------- | ---------------- |
| 1 stycznia 1994 – 15 października 1998  | Hiszpania | Fox Kids / Jetix |
| 16 kwietnia 1999 – 16 października 2004 | Polska    | ZigZap           |

## Kraje, w których Minimax jest nadawany
| Rozpoczęcie nadawania | Kraj                                                                        |
| --------------------- | --------------------------------------------------------------------------- |
| 6 grudnia 1999        | Węgry                                                                       |
| 1 czerwca 2001        | Rumunia · Mołdawia                                                          |
| 23 grudnia 2003       | Czechy · Słowacja                                                           |
| 17 czerwca 2007       | Serbia · Chorwacja · Bośnia i Hercegowina · Macedonia Północna · Czarnogóra |
| 2011                  | Słowenia                                                                    |

## Minimax w Polsce
Kanał powstał 16 kwietnia 1999 roku. Emitował polskie oraz zagraniczne seriale i filmy animowane, fabularne i dokumentalne. Kanał początkowo nadawał godziny od 8:00 do 20:00, do 18 marca 2000 od 7:00 do 20:00, od 19 marca do 31 sierpnia 2000 roku od 06:30 do 20:00 i od 1 września 2000 roku kanał nadawał godziny od 6:00 do 20:00. 20 grudnia 2003 powstał kanał dla dzieci do 8 roku życia – MiniMini. Od 1 sierpnia 1999 do 31 sierpnia 2001 w godzinach 20:00–00:00 nadawał kanał Game One, poświęcony grom komputerowym. 1 września 2001 został zastąpiony przez Hyper, poświęcony seriom anime oraz grom komputerowym i technologiom.
16 października 2004 Minimax przekształcił się w ZigZap.
| Historia Minimaksa w Polsce | |
| Rok                         | Szczegóły |

Logotyp polskiej wersji kanału.

| 1999                        | 16 kwietnia 1999 – Canal+ Cyfrowy uruchamia emisję Polskiego Minimaxa 1 sierpnia 1999 – Początek nadawania programu Game One Premiery kreskówek: Babar; Rycerze Kanciastego Stołu; Gucio i Cezar; Miasto Piesprawia; Sam i Max; Książę Atlantydy; Doug; Mała Rosey; Dziwny świat kota Filemona; Opowiastki z krypty; Olimpiada Bolka i Lolka; Sprycjan i Fantazjo; Kolorowy świat Pacyka; Tintin; Renifer Romuald; Wyspa Niedźwiedzi; Arsène Lupin: Czarna peleryna; Dwa koty i pies; Orson i Olivia; Cywilizacja; Simba – król zwierząt; Wezyr Nic-Po-Nim; Rupert; Podróże Kapitana Klipera; Porwanie Baltazara Gąbki; Monstrualny Oryginalny Twór; Przygody Panny Kreseczki; Marceli Szpak dziwi się światu; Szczurowisko; Igraszki w zeszycie; Nasz Dziadzio; Kochajmy straszydła; Przygody Błękitnego Rycerzyka; Podróże w czasie; Fortele Jonatana Koota; Kaśka i Baśka; Cafe Cukinia; Ferdynand Wspaniały; Przygody kota Filemona; Krokodania; Tydzień przygód w Afryce; Proszę Słonia; Dziwne przygody Koziołka Matołka; Pomysłowy Dobromir. Premiery seriali: Przygody kangurzycy Skippy. |
| 2000                        | 19 marca 2000 Minimax wydłużył czas swojej emisji do 13,5 godzin na dobę – 06:30-20:00. Do 18 marca 2000 kanał nadawał w godzinach 07:00-20:00. 1 września 2000 Minimax wydłużył czas swojej emisji do 14 godzin na dobę – 06:00-20:00. Do 31 sierpnia 2000 kanał nadawał w godzinach 06:30-20:00. 24 grudnia 2000 rozpoczęto emisję adresowanego do najmłodszych bloku „Minikaruzela”. Premiery kreskówek: Bob i Scott; Byli sobie odkrywcy; Lea i Gaspard; Mały Elvis i przyjaciele; Baśnie i waśnie; Bambetlusie; Olinek Okrąglinek; Biblioteka rodzinna; Magiczny autobus; Podróże z Aleksandrem i Emilią; Wyspa Noego; Szaleni Wikingowie; Rocky i Ptaki Dodo; Pszczółka Maja; Sandokan; Alfabet zwierząt; Mieszkaniec zegara z kurantem; Miś Uszatek; Don Kiszot z La Manczy; Na tropie; Dookoła świata z Willym Foggiem; Twipsy; Billy; Lawendowy zamek. Premiery seriali: Urodzeni wśród dzikich zwierząt; Moje życie pod psem; Tropiciele gwiazd; Przygody psa Cywila; Siedem życzeń; Dziewczyna i chłopak; Moja szkoła; Mój dom; Moje muzykowanie. Premiery programów: Podwieczorek u Mini i Maxa Premiery filmów: Kocia Wielkanoc; Królestwo Zielonej Polany; Wielkanocna werandka pana Myszki; Opowieść Wielkanocna; Sklep z zabawkami; Książę i żebrak; Mała księżniczka; Biały Kieł; Przygody Moby Dicka; Hrabia Monte Christo; Zew krwi; Wyprawa do środka Ziemi; Chłopiec z dżungli; Szwajcarska rodzina Robinsonów; Gwiazdkowy aniołek; Dziesięcioro przykazań; Arka Noego; Choinka pana Willowby; Przygody Błękitnego Rycerzyka; Bajki Bolka i Lolka; Porwanie w Tiutiurlistanie; Malwinka i piaskowy dziadek; Sposób na wakacje Bolka i Lolka; Lew i baranek; Och! Pampalini!!!. |
| 2001                        | 1 września 2001 – Game One w Polsce zostaje zastąpiony przez Hyper. Premiery kreskówek: Małe zoo Lucy; Małe opowiastki; Co w trawie szeleści?; Sztruksik; Księżniczka Nilu; Traszka Neda; Misiowa rodzina; Bodzio – mały helikopter; Kocie przygody, Biblioteka Lizzie; Milton Mikroskopek; Lis Leon; Aparatka. Premiery seriali: Stinky i Jake przedstawiają; Dziewczyna z oceanu; Wyspa przygód. Premiery filmów: Animalki; Komar i orkiestra; Wielkanoc Malwinki; Tintin i świątynia Słońca; Tintin i jezioro rekinów; Przygody Tintina: Kłopoty z profesorem; Przygody lokomotywki; Legenda o Lochnagarze; Sławny Fred; Rycerzyk czerwonego serduszka; Straszydła; Tajemnica szyfru marabuta; Tajemnica Wiklinowej Zatoki; Brzydkie kaczątko; Jaś i fasolka. |
| 2002                        | 1 stycznia 2002 – rozpoczęto emisję adresowanego do starszych widzów bloku „Maxistrefa”. Premiery kreskówek: Chłopiec z Malajskiej Wioski; Dali; Latarniki; Tygrysek Etelbert; Wędrówki Pyzy; Witaj, Franklin; Kot Billy; Kangurek Hip-Hop; Cyberłowcy; Tajemnice wiklinowej zatoki; Antek Mrówka; Dixie; Bobry w Akcji; Nieustraszeni Ratownicy; Pitaszki; Przygód kilka wróbla Ćwirka; Królik Milczek; Kotopies; Niedźwiedź w dużym niebieskim domu; Hej! Arnold. Premiery seriali: Niefortunna czarownica. |
| 2003                        | 20 grudnia 2003 – Uruchomienie siostrzanego kanału dla najmłodszych – MiniMini 1 września 2003 – zmieniona została oprawa graficzna Premiery kreskówek: Pampalini łowca zwierząt; George Niewielki; Pełzaki; Fraglesy; Bolek i Lolek w Europie; Szadoki i Wielkie Nic; Fantometka; Marcelino, chleb i wino; Albert odkrywa świat; Yoko! Jakamoko! Toto!; Clifford; Jakub Jakub. Premiery programów: Maqlatura |
| 2004                        | 10 kwietnia 2004 – W związku z powstaniem kanału MiniMini adresowanego do najmłodszych blok „Minikaruzela” pojawia się po raz ostatni 15/16 października 2004 – Zakończenie nadawania Minimaxa, rozpoczęcie nadawania kanału ZigZap Premiery kreskówek: Lisa; Dziewczyny, chłopaki; Sabrina; Dzika rodzina Thornberrych; Klub Winx; Martin Tajemniczy. Premiery seriali: Na starcie; Pod koszem; Radiostacja Roscoe. |

### Programy emitowane na tym kanale
MiniKaruzela – poprzednik MiniMini:

- Babar
- Bajki Bolka i Lolka
- Biblioteka Lizzie
- Bodzio – mały helikopter
- Bolek i Lolek
- Bolek i Lolek na wakacjach
- Clifford
- Dixie
- Doktor Melchior Wyderko
- Dziwny świat kota Filemona
- Kajtuś
- Kangurek Hip-Hop
- Kocie przygody
- Kot Billy
- Latarniki
- Lisa
- Maggie i jej przyjaciele
- Małe zoo Lucy
- Małe Opowiastki
- Mały pingwin Pik-Pok
- Mamemo
- Maurycy i Hawranek
- Milton Mikroskopek
- Misie i ich dom
- Niedźwiedź w dużym niebieskim domu
- Olinek Okrąglinek
- Pies, kot i...
- Przygody Bolka i Lolka
- Przygody kota Filemona
- Przygód kilka wróbla Ćwirka
- Pszczółka Maja
- Reksio
- Rupert
- Stinky i Jake przedstawiają
- Sztruksik
- Tajemnice Wiklinowej Zatoki
- Tygrysek Etelbert
- Wędrówki Pyzy
- Witaj, Franklin
- Yoko! Jakamoko! Toto!
- Zaczarowany ołówek

MaxiStrefa – blok z kreskówkami i serialami młodzieżowymi:

- Alfred
- Aparatka
- Crash Zone
- Dziewczyna z oceanu
- Dziewczyny, chłopaki
- Hej Arnold!
- Kangurzyca Skippy
- Królik Milczek
- Księżniczka Nilu
- Moje hobby
- Moje podróżowanie
- Mowgli
- Mój świat tańca
- Na starcie
- Niefortunna czarownica
- Pod koszem
- Radiostacja Roscoe
- Świat nonsensów u Stevensów
- Twipsy
- Wyspa przygód

Animowana Nelvana – blok z kreskówkami:

- Fortele Jonatana Koota
- George Niewielki
- Jakub Jakub
- Kolorowy świat Pacyka
- Kotopies
- Magiczny autobus
- Nieustraszeni ratownicy
- Pitaszki
- Traszka Neda

Inne seriale:

- Albert odkrywa świat
- Antek Mrówka
- Arsène Lupin: Czarna peleryna
- Bambetlusie
- Bob i Scott
- Bobry w akcji
- Bolek i Lolek wśród górników
- Brat i siostra
- Byli sobie odkrywcy
- Chłopiec z malajskiej wioski
- Cywilizacja
- Don Kiszot z La Manczy
- Dookoła świata z Willym Foggiem
- Doug
- Dwa koty i pies
- Dzika rodzina Thornberrych
- Dziwne przygody Koziołka Matołka
- Fantometka
- Ferdynand Wspaniały
- Fraglesy
- Gucio i Cezar
- Igraszki w zeszycie
- Kaśka i Baśka
- Klub Winx
- Kochajmy straszydła
- Krokodania
- Książę Atlantydy
- Lawendowy zamek
- Lea i Gaspard
- Mała Rosey
- Mały Elvis i przyjaciele
- Marcelino, chleb i wino
- Martin Tajemniczy
- Miasto piesprawia
- Mieszkaniec zegara z kurantem
- Miś Uszatek
- MOT – Monstrualny Oryginalny Twór
- Na tropie
- Nasz dziadzio
- Olimpiada Bolka i Lolka
- Opowiastki z krypty
- Orson i Olivia
- Pełzaki
- Plastoludki
- Podróże z Aleksandrem i Emilią
- Pomysłowy Dobromir
- Przygody Błękitnego Rycerzyka
- Przygody Tintina
- Renifer Romuald
- Rocky i ptaki Dodo
- Rycerze Kanciastego Stołu
- Sabrina
- Sam i Max – Niezależni policjanci
- Simba, król lew
- Sprycjan i Fantazjo
- Szadoki i wielkie nic
- Szaleni wikingowie
- Wezyr Nic-po-nim
- Wszechświat Blastera
- Wyspa Niedźwiedzi
- Wyspa Noego

Programy:
- Maqlatura
- Podwieczorek u Mini i Maxa

Filmy:

- Barbie jako Roszpunka
- Barbie z Jeziora Łabędziego
- Chłopiec i ptak (krótkometrażowy)
- Choinka (krótkometrażowy)
- Ciuchcia (krótkometrażowy)
- Dom (krótkometrażowy)
- Duszek Georgie (krótkometrażowy)
- Dzień jesieni (krótkometrażowy)
- Filemon i przyjaciele
- Gdy człowiek zszedł z drzewa (krótkometrażowy)
- Gdzie jest ul? (krótkometrażowy)
- Gwiazdkowy aniołek
- Kaczorek Feluś
- Kapitan Pyk-Pyk (krótkometrażowy)
- Klon (krótkometrażowy)
- Kocia wielkanoc
- Koziołeczek (krótkometrażowy)
- Królestwo Zielonej Polany
- Leśni ogrodnicy (krótkometrażowy)
- Lokator z papugą (krótkometrażowy)
- Mały artysta (krótkometrażowy)
- Mamo, czy kury potrafią mówić?
- Masz szczęście, Jo (krótkometrażowy)
- Nie zadzieraj nosa (krótkometrażowy)
- Nosił wilk razy kilka... (krótkometrażowy)
- Odkurzacz (krótkometrażowy)
- Opowieść Wielkanocna
- Pani Twardowska (krótkometrażowy)
- Piotruś i powietrze (krótkometrażowy)
- Piórko (krótkometrażowy)
- Podróż z zaczarowanym ołówkiem
- Popotopowe kłopoty (krótkometrażowy)
- Porwanie (krótkometrażowy)
- Pory roku (krótkometrażowy)
- Przygoda wśród gwiazd (krótkometrażowy)
- Przygody Błękitnego Rycerzyka
- Przygody kapitana Pyk-Pyka (krótkometrażowy)
- Przygody Kleksa (krótkometrażowy)
- Rokita buduje most (krótkometrażowy)
- Siedmiomilowe trampki
- Słodka przygoda (krótkometrażowy)
- Stefanek (krótkometrażowy)
- Synowie Świętego Mikołaja
- Szczęśliwy motyl (krótkometrażowy)
- Święta Koali Zrzędy
- Wielka Pardubicka (krótkometrażowy)
- Wielkanocna werandka pana Myszki
- Wyprawa do środka Ziemi
- Zaczarowany strych (krótkometrażowy)
- Zima w Dolinie Muminków
- Zwariowane przygody (krótkometrażowy)

Polskie filmy krótkometrażowe były emitowane na tym kanale pod nazwą Polska animacja.